# Marguerite Frobisher
Lucy Marguerite Frobisher (* 1890 in Leeds; † 1974 in Bushey) war eine britische Malerin und Kunstpädagogin, die sich auf Tiermalerei spezialisierte.

## Leben
Marguerite Frobisher wurde 1890 in Leeds geboren. Um 1911 zog sie nach Bushey, um an der Kemp-Welch School of Painting zu studieren. Diese Kunstschule ging aus der von Hubert von Herkomer gegründeten Bushey School of Painting hervor. Nach Abschluss ihres Studiums kehrte sie zunächst nach Yorkshire zurück, nahm dann aber auf Veranlassung ihrer Mutter Kontakt zu Lucy Kemp-Welch auf. Diese stellte sie als Sekretärin ein, woraufhin Marguerite Frobisher erneut nach Bushey zog, um Lucy Kemp-Welch bei administrativen Aufgaben und im Unterricht zu unterstützen.
1921 zog Marguerite Frobisher in das Kingsly House in Bushey, wo sie mit Lucy Kemp-Welch zusammenlebte. 1927 erwarb sie ein Atelier in der Glencoe Road, das später als Frobisher Studio bekannt wurde. Als Lucy Kemp-Welch 1926 in den Ruhestand ging und aufgrund ihrer nachlassenden Sehkraft nicht mehr malen konnte, übernahm Marguerite Frobisher die Leitung der Schule. Diese entwickelte sich zur renommierten Frobisher School of Art, die sich auf Tiermalerei spezialisierte und ihren Schülern eine Vielzahl von Modellen zur Verfügung stellte.
Nach dem Tod von Lucy Kemp-Welch 1958 erbte Frobisher das Kingsly House, mehrere Cottages und zahlreiche Gemälde. Zum Gedenken an ihre Mentorin ließ sie 1967 die Lucy Kemp-Welch Memorial Art Gallery errichten. Sie befand sich im Obergeschoss des neuen Church House in Bushey und zeigte Werke von Lucy Kemp-Welch, ihrer Schwester Edith und von Frobisher selbst. Später wurden die Sammlungen aus konservatorischen Gründen eingelagert. Im Jahr 2007 wurden die Werke von Lucy Kemp-Welch dem Bushey Museum and Art Gallery übergeben. Im selben Jahr wurde auch das Frobisher Studio von der Glencoe Road an seinen neuen Standort verlegt.
Marguerite Frobisher starb 1974 und wurde auf dem Friedhof der St. James’ Church in Bushey im selben Grab wie Lucy Kemp-Welch und ihre Schwester Edith Kemp-Welch beigesetzt. Ihr Engagement trug wesentlich zum Erhalt des künstlerischen Erbes von Bushey bei. Viele ihrer Werke befinden sich in der Sammlung des Museums. Zu ihren ehemaligen Schülerinnen zählt die Miniaturmalerin Jennifer Buxton.

## Werk
Marguerite Frobisher war bekannt für ihre präzisen und einfühlsamen Hundeporträts. Sie schuf auch Werke, die von der Natur inspiriert waren, darunter das Gemälde Apple Blossom in the Garden at Kingsley, Bushey. 1930 stellte sie mehrere Werke in der Ausstellung der Royal Cambrian Academy of Art aus. Im selben Jahr wurde sie assoziiertes Mitglied der Akademie und 1937 Vollmitglied. Sie war auch Mitglied der Watford & Bushey Art Society.